# Olszyniec (Basse-Silésie)
Pour les articles homonymes, voir Olszyniec.
Olszyniec est une localité polonaise de la gmina de Walim, située dans le powiat de Wałbrzych en voïvodie de Basse-Silésie.